# Rome WCT 1976 - Doppio
Il doppio del torneo di tennis Rome WCT 1976, facente parte della categoria World Championship Tennis, ha avuto come vincitori Bob Lutz e Stan Smith che hanno battuto in finale Dick Crealy e Frew McMillan con il punteggio di 6–7, 6–3, 6–4.

## Teste di serie
1. Bob Lutz /  Stan Smith (Campioni)

1. Arthur Ashe /  Tom Okker (semifinali)

## Tabellone

### Legenda
| - Q = Qualificato - WC = Wild card - LL = Lucky loser | - ALT = Alternate - SE = Special Exempt - PR = Protected Ranking | - w/o = Walkover - r = Ritirato - d = Squalificato |

|  | Quarti di finale               | Quarti di finale               | Quarti di finale               | Quarti di finale    | Quarti di finale |  |  | Semifinali                | Semifinali                | Semifinali                | Semifinali          | Semifinali |   |   | Finale                    | Finale                    | Finale | Finale | Finale |  |
|  |                                |                                |                                |                     |                  |  |  |                           |                           |                           |                     |            |   |   |                           |                           |        |        |        |  |
|  | 2                              | Arthur Ashe Tom Okker          | Arthur Ashe Tom Okker          | 6                   | 6                |  |  |                           |                           |                           |                     |            |   |   |                           |                           |        |        |        |  |
|  |                                | Wojciech Fibak Karl Meiler     | Wojciech Fibak Karl Meiler     | 3                   | 3                |  |  | Arthur Ashe Tom Okker     | Arthur Ashe Tom Okker     | Arthur Ashe Tom Okker     | 3                   | 1          |   |   |                           |                           |        |        |        |  |
|  | Dick Crealy Frew McMillan      | Dick Crealy Frew McMillan      | Dick Crealy Frew McMillan      | 6                   | 6                |  |  | Dick Crealy Frew McMillan | Dick Crealy Frew McMillan | Dick Crealy Frew McMillan | 6                   | 6          |   |   |                           |                           |        |        |        |  |
|  | Ismail El Shafei Brian Fairlie | Ismail El Shafei Brian Fairlie | Ismail El Shafei Brian Fairlie | 4                   | 3                |  |  |                           |                           |                           |                     |            |   |   | Dick Crealy Frew McMillan | Dick Crealy Frew McMillan | 7      | 3      | 4      |  |
|  | Mark Cox Cliff Drysdale        | Mark Cox Cliff Drysdale        | 6                              | 4                   | 6                |  |  |                           |                           | Bob Lutz Stan Smith       | Bob Lutz Stan Smith | 6          | 6 | 6 |                           |                           |        |        |        |  |
|  | Rod Laver Adriano Panatta      | Rod Laver Adriano Panatta      | 2                              | 6                   | 3                |  |  | Mark Cox Cliff Drysdale   | Mark Cox Cliff Drysdale   | Mark Cox Cliff Drysdale   | 1                   | 5          |   |   |                           |                           |        |        |        |  |
|  | 1                              | Bob Lutz Stan Smith            | Bob Lutz Stan Smith            | Bob Lutz Stan Smith | w/o              |  |  | Bob Lutz Stan Smith       | Bob Lutz Stan Smith       | Bob Lutz Stan Smith       | 6                   | 7          |   |   |                           |                           |        |        |        |  |
|  |                                | Dick Stockton Erik Van Dillen  |                                |                     |                  |  |  |                           |                           |                           |                     |            |   |   |                           |                           |        |        |        |  |